# Korridor (arkitektur)
För andra betydelser, se korridor.

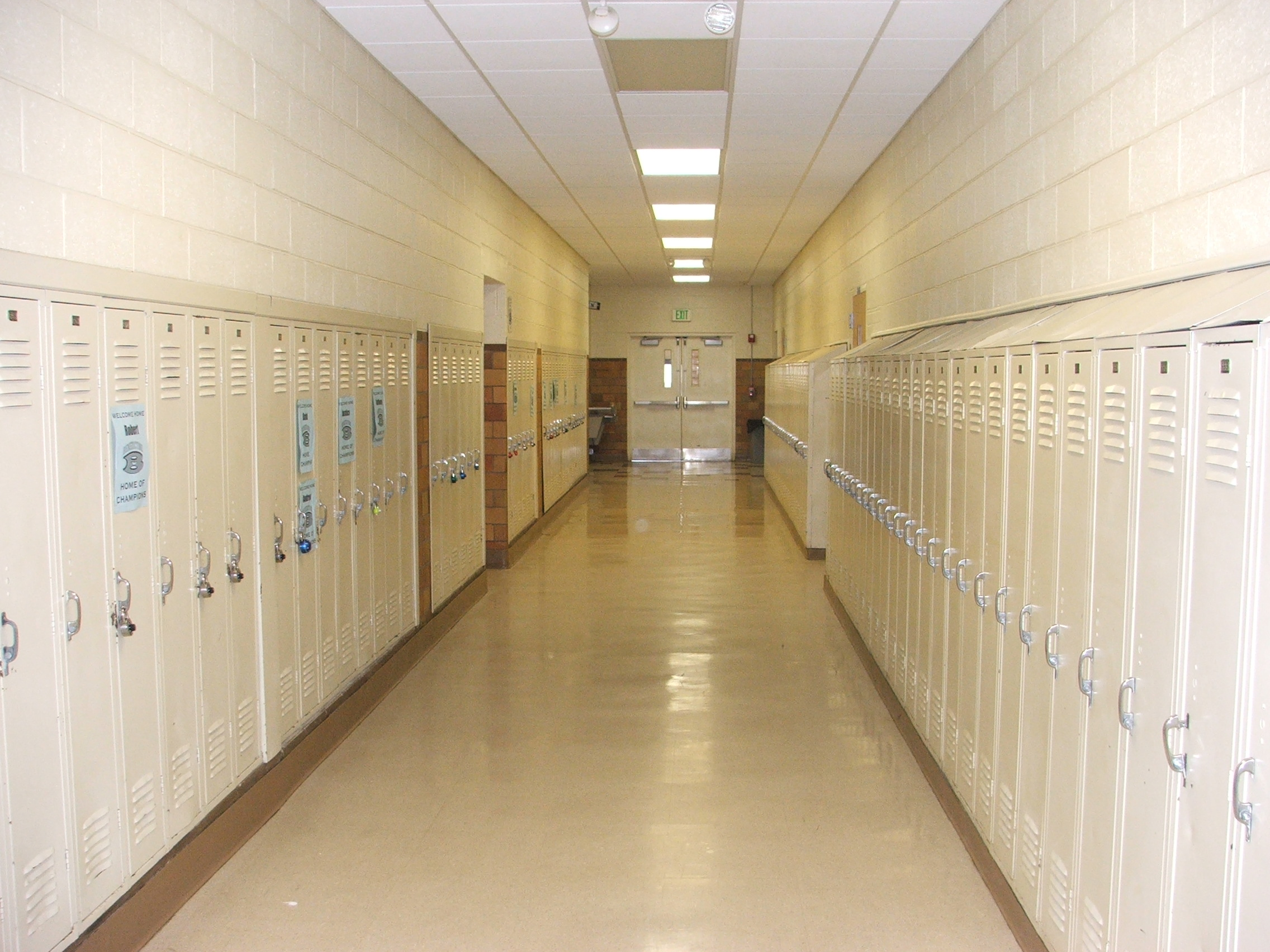
En skolkorridor

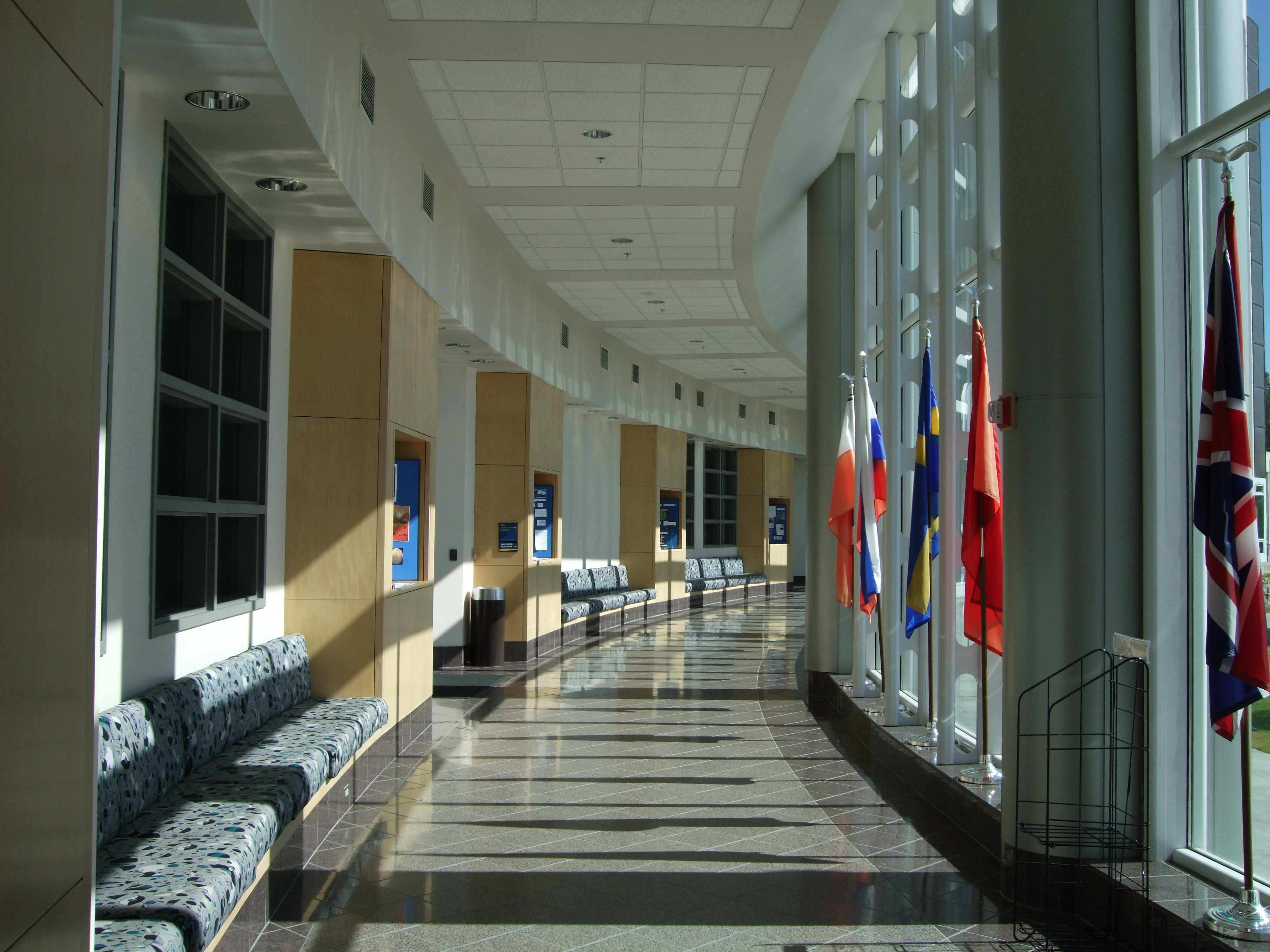
Korridor i en offentlig byggnad

En korridor är ett långsmalt rum som förbinder två eller flera andra rum i en byggnad. De kan finnas både i kommersiella eller arbetsbyggnader som hotell eller skolor och i bostadslägenheter, liksom i tågvagnar och passagerarfartyg.

## Andra betydelser
Betydelsen av ordet korridor kan också färga av sig på samlingen av rum som förbinds med den gemensamma korridoren. Ett sådant begreppet är studentkorridor, där man säger att man bor i en studentkorridor. Begreppen korridorintrig och det viskas i korridorerna syftar på korridorens allmänna institutionsbetydelse och mer eller mindre oegentliga verksamheter bakom dörrarna i de angränsande rummen.
Ordet kan också användas överfört, som något smalt och förbindande i andra sammanhang. Bland annat finns begreppen landkorridor och luftkorridor. Under mellankrigstiden fanns en polsk korridor ut till Östersjön.

## Etymologi
Ordet korridor finns i svensk skrift sedan 1778. Det kommer från franskans corridor, dit det kommit från italienska corridore med betydelsen ”galleri längs en byggnad”. Ordet är i italienskan bildat till verbet correre, 'springa'. Jämför även ordet kurir med relaterat ursprung.